# Hudajda
Hudajda (arabsky الحديدة‎) je s počtem obyvatel přibližně 618 tisíc čtvrtým největším jemenským městem a hlavním městem stejnojmenné provincie. Nachází se na západním pobřeží Jemenu při Rudém moři, asi 170 km jihozápadně od jemenského hlavního města Saná.
V roce 2025 na přístav ve městě ovládaný Hútíi opakovaně raketami zaútočil Izrael.